# Paramount Global Content Distribution
Paramount Global Content Distribution est le bras de distribution international de la télévision du conglomérat médiatique américain Paramount Global, initialement établi en 1962 comme la division de distribution internationale de Desilu Productions. Avec la vente de Desilu à Gulf+Western, alors propriétaires du studio de cinéma Paramount Pictures, en 1968, la division évolue pour devenir la première incursion de Paramount dans l'industrie télévisuelle internationale dans les années 1970.
La division gère la distribution de contenu télévisuel des bibliothèques de Paramount Media Networks, Paramount Television Studios, CBS Studios, CBS Media Ventures, Showtime Networks et Paramount+.

## Histoire

### Desilu International/Paramount Television International/Paramount International Television (1962–2006)
La division ainsi que Paramount International Television sont initialement établies en 1962 comme la division de distribution internationale de Desilu Productions, Desilu International, qui est dirigée par Bruce Gordon. La société coproduit The Lost Islands avec le Ten Network (maintenant Network 10) en 1975. Network 10 et cette division sont sous la même propriété depuis 2019 après la réfusion de ViacomCBS. En 1983, elle acquiert les droits de distribution de la mini-série australienne, Return to Eden.
En 1968, Desilu est vendue à Gulf+Western, alors propriétaires du studio de cinéma Paramount Pictures, ajoutant la télévision internationale à ses opérations cinématographiques bien connues. Gulf+Western renomme la division en Paramount Television International pour gérer les ventes internationales des propriétés Desilu/Paramount de Paramount Television. L'année suivante, John Pearson, qui dirigeait les opérations internationales de Desilu/Paramount, est licencié. Il forme alors sa propre société, John Pearson International, dont le but est de continuer à distribuer la sitcom Here's Lucy pour le marché international.
En 1987, la société, ainsi que MCA TV International, signe un accord avec China Central Television (CCTV), pour offrir un total de 100 heures de drames. L'accord, la plus grande licence jamais accordée à la télévision chinoise à cette époque, fait des deux studios hollywoodiens les plus grands fournisseurs de productions étrangères pour ce pays. En 1990, elle envisage brièvement un investissement dans le Nine Network australien.
En 1986, Paramount Television International forme un partenariat pour exploiter les droits des propriétés de Madison Square Garden. En 1995, Paramount International Television lance une coentreprise dirigée par Peter Press. En 1998, James Dowaliby est nommé vice-président de la production et Christopher Ottinger est nommé vice-président du développement commercial de la division. Plus tard cette année-là, Paramount annonce des projets de coproduction internationale.
En 2000, la division est pressentie pour développer et coproduire Jeremiah avec Lionsgate, mais elle est remplacée par MGM.

### CBS Broadcast International (1981–2007)
En 1981, CBS lance sa division internationale, CBS Broadcast International, pour vendre des programmes d'actualités, de sports et de divertissement produits en interne sur les marchés étrangers ainsi que sur les marchés non diffusés et de nouvelles technologies aux États-Unis. Elle finit par fusionner dans CBS Worldwide Enterprises et est ensuite incorporée dans son unité de marketing CBS Productions (sans rapport avec la société ultérieure du même nom) avec CBS Theatrical Films en août 1984. À l'été 1985, CBS Productions, CBS News et Columbia House s'associent pour produire une vidéocassette The Vietnam War with Walter Cronkite.
Plus tard cette année-là, CBS ferme son unité de production théâtrale et CBS Broadcast International se sépare de l'unité de production, restaurant le nom de CBS Broadcast International dans le processus. Elle prévoit de fournir les bulletins du CBS Evening News à la société britannique British Satellite Broadcasting en 1988.
CBS Broadcast International produit des épisodes syndiqués de la série TV The Twilight Zone en 1985. Elle signe ensuite un accord de partenariat avec MGM/UA Telecommunications 2 ans plus tard pour syndiquer ses épisodes des 2 saisons avec 30 nouveaux épisodes inédits pour former un package de syndication de 90 épisodes. Le 28 octobre de la même année, CBS Broadcast International annonce son acquisition des droits TV et des marchés secondaires de quatre films primés aux Oscars produits par Arthur Cohn tels que Dangerous Moves, Black and White in Color, The Garden of the Finzi Continis et The Sky Above, The Mud Below. Elle annonce également son intention de reprendre les bulletins de CBS Evening News with Dan Rather qui seraient diffusés en différé sur la chaîne internationale Tele Monte Carlo.
CBS Broadcast International lance une alliance de programmation mondiale avec Virgin Media Television en 1997. L'année suivante, Stephanie Pacheco est nommée directrice générale des ventes internationales de la division.

### CBS Paramount International Television (2004–2009)
CBS Broadcast International et Paramount International Television fusionnent le 11 août 2004 pour créer CBS Paramount International Television qui serait dirigée par Armando Nuarez Jr.. La division est transférée à CBS Corporation après que CBS se sépare de Viacom à la fin de 2005, avec les droits télévisuels des films de sa société sœur, Paramount Pictures, obtenus par Trifecta Entertainment and Media. Avec la fusion du 4 décembre 2019 de CBS et Viacom, les droits télévisuels des films de Paramount reviennent à la société maintenant combinée, Paramount Global. La société distribue du contenu télévisuel des bibliothèques de CBS Studios, de King World Productions et de certaines émissions HBO à l'international, la bibliothèque de Rysher Entertainment, cette dernière étant détenue au niveau national par 2929 Entertainment.

### CBS Studios International (2009–2019)

Logo de CBS Studios International (2009-2020)

En mai 2009, CPITV est renommée CBS Studios International. Le 14 septembre de la même année, CBS Studios International conclut un accord de coentreprise avec Chellomedia pour lancer six chaînes de marque CBS au Royaume-Uni qui remplaceraient Zone Romantica, Zone Thriller, Zone Horror et Zone Reality, ainsi que les services de décalage horaire Zone Horror +1 et Zone Reality +1,. Les chaînes de remplacement sont lancées le 16 novembre de la même année. Le 5 avril 2010, Zone Horror et Zone Horror +1 sont rebaptisés Horror Channel et Horror Channel +1 respectivement.
CBS Studios International obtient des droits de licence pour les formats internationaux les plus populaires. En 2010, CBS Studios International conclut une coentreprise avec Reliance Broadcast Network Limited pour former Big CBS Networks Pvt. Ltd. À l'époque, le réseau exploite 3 chaînes principales : Big CBS Prime, une chaîne de divertissement général, Big CBS Spark, une chaîne orientée vers les jeunes et Big CBS Love, une chaîne orientée vers les femmes et les couples urbains.
En janvier 2011, CBS Studios International s'associe à la société australienne Ten Network Holdings pour lancer une chaîne numérique gratuite appelée Eleven et détient une participation de 33% dans sa société holding conjointe, ElevenCo. Ten Network Holdings entre en administration volontaire en juin 2017, ce qui conduit finalement CBS à acquérir l'intégralité de la société en novembre de la même année.
Le 1er août 2012, Chellomedia annonce que les versions européennes de Zone Romantica, Zone Reality et Club seraient respectivement renommées CBS Drama, CBS Reality et CBS Action.

### ViacomCBS Global Distribution Group/Paramount Global Content Distribution (2019–présent)

Logo de ViacomCBS Global Distribution Group (2020–2022)

À la suite de la fusion du 4 décembre 2019 merger of CBS and Viacom pour créer ViacomCBS, CBS Studios International et Viacom International Studios fusionnent et sont renommés ViacomCBS Global Distribution Group. Le 16 février 2022, ViacomCBS se renomme Paramount Global, renommant ainsi la division en son nom actuel et restaurant le nom "Paramount" à la télévision pour la première fois en 17 ans.

## Activités passées
Viacom International Inc. (jusqu'à son renommage en CBS Operations Inc.) est créée en 1971, juste un an après que Viacom se soit séparée du réseau TV CBS et devienne la société mère de Viacom. La société est responsable des droits d'auteur et des marques associées à ses sites Web, applications et réseaux câblés, en particulier sa division Media Networks. La division licencie également les droits des produits pour leurs diverses propriétés et la diffusion de programmes télévisés visuels et textuels sur une base d'abonnement ou de frais.
Viacom International sert également de nom de licencié et de division pour son groupe de stations de télévision aux fins de la FCC avant la fusion Westinghouse/CBS de 1995. L'ancienne station Viacom WVIT à New Britain, Connecticut (desservant Hartford et New Haven), qu'elle possède de 1978 à 1997, prend ses lettres d'appel des initiales de Viacom International, et les conserve à ce jour sous la propriété de NBC.
La scission de Viacom International en nom seulement continue d'être utilisée jusqu'à ce que l'unité soit en nom uniquement, suivant la fusion de Viacom et CBS le 4 décembre 2019, pour créer ViacomCBS et le rebranding de ViacomCBS sous le nom actuel Paramount Global en 2022.
En tant que CBS Paramount International Television, la division distribue des films de bibliothèques de Paramount Pictures et de Republic Pictures entre 2006 et 2009, ainsi que des films de DreamWorks Pictures de 2006 à 2008.
En tant que CBS Studios International, la division détient 50 % de la propriété d'anciennes chaînes de télévision payantes australiennes, TV1 et SF Channel. En 2013, RTL Group et CBS Studios International annoncent une coentreprise appelée RTL CBS Asia Entertainment Network pour l'Asie du Sud-Est avec le lancement de RTL CBS Entertainment en septembre de cette année, mais serait acquis 5 ans plus tard en janvier par Blue Ant Media.
La division possède auparavant toutes les chaînes de télévision européennes de marque CBS en coentreprise avec AMC Networks International et une société de télévision australienne, Ten Network Holdings. Toutes deux ont depuis été transférées à la principale division des réseaux internationaux de Paramount Global.